# Jakob Scheuring
Jakob Scheuring (né le 29 octobre 1912 à Östringen et mort le 8 décembre 2001) est un athlète allemand, spécialiste des épreuves de sprint.

## Biographie
Lors des championnats d'Europe de 1938, à Paris, Jakob Scheuring remporte la médaille d'argent du 200 mètres et la médaille d'or du relais 4 × 100 m, aux côtés de Manfred Kersch, Gerd Hornberger et Karl Neckermann.
Il co-détient le record d'Europe du relais 4 × 100 mètres de 1939 à 1956, en 40 s 1.

### Palmarès
| Date | Compétition           | Lieu  | Résultat | Épreuve   | Performance |
| ---- | --------------------- | ----- | -------- | --------- | ----------- |
| 1938 | Championnats d'Europe | Paris | 2e       | 200 m     | 21 s 6      |
| 1938 | Championnats d'Europe | Paris | 1er      | 4 × 100 m | 40 s 9      |

### Records
| Épreuve | Performance | Lieu  | Date             |
| ------- | ----------- | ----- | ---------------- |
| 200 m   | 21 s 5      | Paris | 4 septembre 1938 |